# Plexippus perfidus
Plexippus perfidus là một loài nhện trong họ Salticidae.
Loài này thuộc chi Plexippus. Plexippus perfidus được Tord Tamerlan Teodor Thorell miêu tả năm 1895.